# La Chapelle-Longueville
La Chapelle-Longueville is een gemeente in het Franse departement Eure in de regio Normandië. De gemeente maakt deel uit van het arrondissement Les Andelys. La Chapelle-Longueville telde op 1 januari 2022 3.283 inwoners.

## Geschiedenis
De commune nouvelle is op 1 januari 2017 ontstaan door de fusie van de gemeenten La Chapelle-Réanville, Saint-Just en Saint-Pierre-d'Autils.

## Geografie
De oppervlakte van La Chapelle-Longueville bedraagt 19,6 vierkante kilometer; de bevolkingsdichtheid is 167,5 inwoners per km² (per 1 januari 2019).

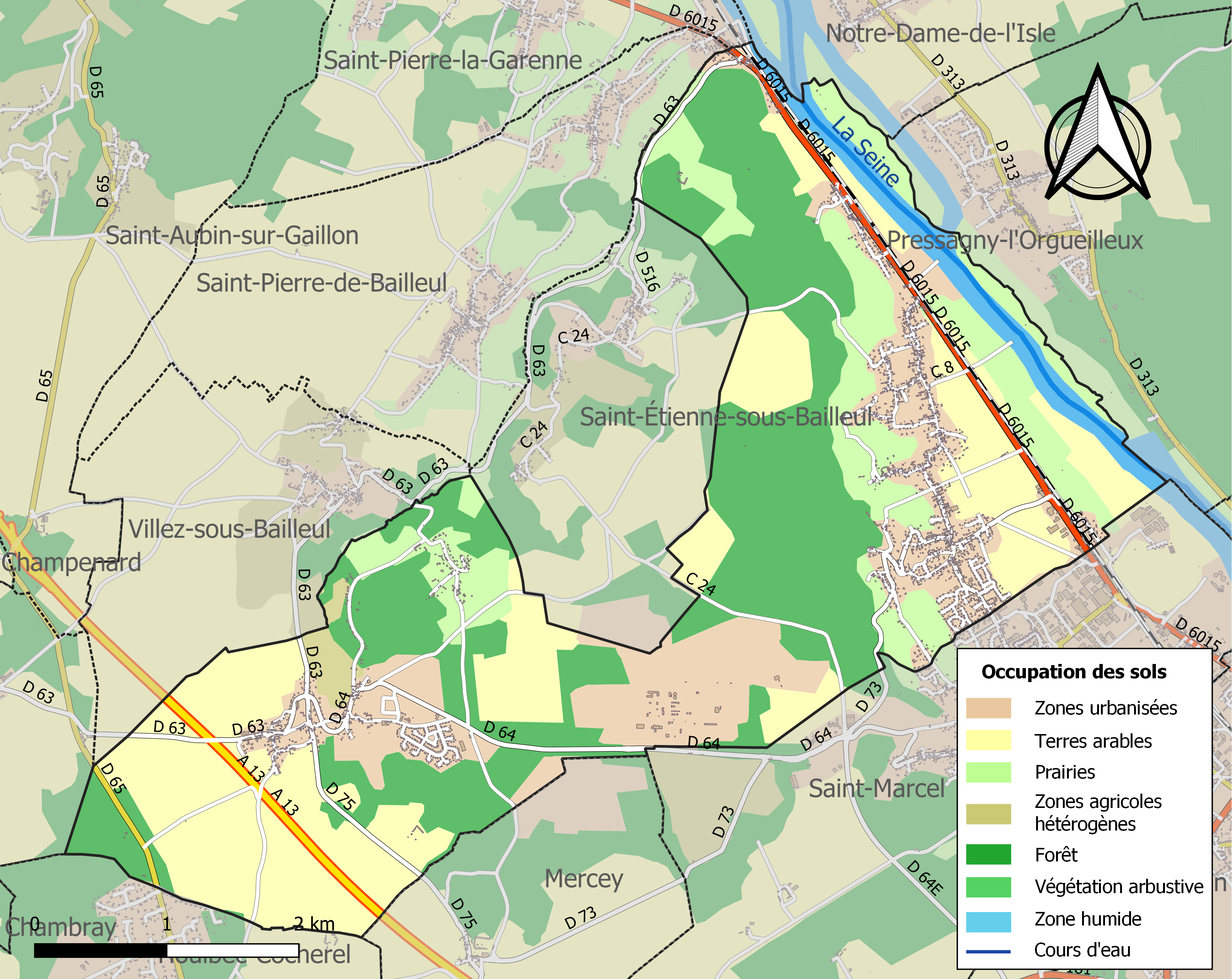
Kaart van de gemeente met belangrijkste infrastructuur, bodemgebruik en omliggende gemeenten